# 린다 다넬
린다 다넬(Linda Darnell, 1923년 7월 2일 ~ 1965년 4월 10일)은 미국의 배우이다.

## 출연 작품
- 해적, 검은수염 (1952)
- 13번째 편지 (1951)
- 서부의 두 깃발 (1950)
- 노 웨이 아웃 (1950)
- 세 부인 (1949)
- 거짓 편지 (1948)
- 포에버 엠버 (1947)
- 센테니얼 썸머 (1946)
- 왕과 나 (1946)
- 황야의 결투 (1946)
- 폴린 엔젤 (1945)
- 내일 일어날 일 (1944)
- 혈과 사 (1941)
- 브릭햄 영 (1940)
- 채드 한나 (1940)
- 쾌걸 조로 (1940)